# Doggy Dogg World
«Doggy Dogg World» — сингл американского рэпера Snoop Doggy Dogg, с его альбома Doggystyle, который вышел 26 июня, 1994 года (Великобритания), при участии Tha Dogg Pound и The Dramatics. Продюсером сингла стал Dr. Dre.

## О сингле
Сингл является первым у Snoop Doggy Dogg, вышедшим только в Европе. На сингл также вышел клип, снятый в США. В записи песни приняли участие такие артисты, как The Dramatics, Kurupt, Daz Dillinger, и Nancy Fletcher. Семплы для этого трека были взяты у артиста Richard «Dimples» Fields из «If It Ain't One Thing, It's Another» с его альбома «Mr. Look So Good», который вышел в 1982 году.

## Список композиций
12-дюймовый сингл
- A1 «Doggy Dogg World» (Perfecto Mix)
- A2 «Doggy Dogg World» (LP Version)
- B1 «Doggy Dogg World» (Dr. Dre Radio Edit)
- B2 «Doggy Dogg World» (Perfecto X-Rated Mix)

CD-сингл
- «Doggy Dogg World» (Perfecto Radio Mix)
- «Doggy Dogg World» (Dr. Dre Radio Edit)
- «Doggy Dogg World» (Perfecto Mix)
- «Doggy Dogg World» (LP Version)

## Чарты
| Чарт                           | Пик позиция |
| ------------------------------ | ----------- |
| U.S. Billboard Rhythmic Top 40 | 19          |